# Chung Siou-čchüan
Chung Siou-čchüan, vlastním jménem Chung Chuo-siou (1. ledna 1814, Fu-jüan-šuej - 1. června 1864) byl vůdce povstání tchaj-pchingů dynastii Čching, zakladatel Nebeské říše velkého míru podle svého prohlášení bratr Ježíše Krista.

## Mládí

### Dětství
Hong Huoxiu se narodil 1. ledna 1814 jako třetí syn rodiny Hakků v obci Fu-jüan-šuej poblíž města Chung Žen-kchun rodičům Chung Ťing-jangovi a paní Wangové. Dědeček Chung Kuo-jou byl stejně jako všichni jeho ostatní předci zemědělcem. Později se přestěhoval do nedaleké vesnice Kuan-lu-pu.

### Studium
Hong projevil zájem o studia již v raném věku; jeho rodina ho financovala, aby mohl studovat a následně složit úřednické zkoušky. V jeho 15 letech však rodiče nemohli studium dále finančně podporovat, a proto se stal místním vychovatelem dětí, aby za vydělané peníze mohl dále studovat. I tak ale úřednické zkoušky nesložil, a to ani na počtvrté - částečně i kvůli tomu, že díky nemajetnosti si nemohl dovolit podplatit zkoušející úředníky. V roce 1837 se o jejich složení pokoušel naposledy, a i když ani na popáté neuspěl, nervově se zhroutil. Během zotavování měl velké množství živých a děsivých snů, které si vykládal jako mystické vize. Ve snech ho navštěvovaly dvě urostlé starší postavy, které mu daly za úkol zbavit svět démonů. Změnil si proto jméno na Chung Siou-čchüan a začal být autoritativní a vážený.

## Dospělost

### Práce
Poté, co nedokázal pošesté složit císařskou zkoušku v roce 1837, Chung přestal studovat na císařské zkoušky a hledal práci jako učitel. Pro příštích několik roků Chung učil na několika školách na celém území svého rodného města.
Až o šest let později si Chung udělal čas, aby pečlivě zkoumal křesťanské letáky, které obdržel již dříve od misionáře. Po přečtení těchto letáků Chung začal skalně věřit, že mu dal klíč k výkladu jeho vize: starý muž byl Bůh, a druhá osoba, kterou viděl, byl Ježíš Kristus. Tento výklad vedl tak, že on byl mladší bratr Ježíše. Poté, co přišel k tomuto závěru, Chung začal ničit čínské modly a nadšeně kázat jeho výklad křesťanství.

### Skalní křesťan
Chung začal tím, že spálil všechny konfuciánské a buddhistické sochy a knihy v jeho domě, a začal kázat své komunitě o svých vizích. Jeho první konvertité byli jeho příbuzní, kteří také propadli u své zkoušky. Spolupracovali s ním na ničení čínských soch a knih v malých vesnicích. Jeho manželka byla Laj Si-jing.

## Smrt
Některé zdroje říkají, že Chung spáchal sebevraždu tím, že pozřel jed dne 1. června 1864 ve věku 50 let, protože věděl, že všechny naděje na zachování jeho říše byly ztraceny. Nicméně, v jiných zdrojích, je napsáno, že zemřel po dlouhé nemoci.

## Publikace
- Císařský dekret z Taiping ("太平诏书") (1852)
- Nový esej o ekonomiku a politiku ("资政新篇") (1859)
- a ještě pár dalších...

## Citáty
手握 乾坤 杀伐 权 - Mé ruce ovládají vesmír, napadají a zabíjí 

眼 通 西北 江山 外 - Mé oči vidí vše na západě, na severu, mezi řekami a horami

声 振 东南 日月 边 - Můj hlas třese vším na východě, na jihu, na slunci, i na měsíci.